# N4
N4 är en av huvudvägarna i Republiken Irland. Vägen går mellan huvudstaden Dublin och Sligo som ligger i den nordvästliga delen av ön. Vid Longford tar N5 av mot Westport och vid Kinnegad tar M6 av mot Galway.
Sträckningen från utkanten av Dublin till Kinnegad är utbyggd till motorväg och går under namnet M4. Sträckan mellan Kilcock och Kinnegad stod klar 2005.